# (5563) Yuuri
(5563) Yuuii est un astéroïde de la ceinture principale.

## Description
(5563) Yuuri est un astéroïde de la ceinture principale. Il fut découvert le 9 novembre 1991 à Kushiro par Seiji Ueda et Hiroshi Kaneda. Il présente une orbite caractérisée par un demi-grand axe de 2,76 UA, une excentricité de 0,06 et une inclinaison de 10,5° par rapport à l'écliptique.

## Compléments